# Stazione di Latisana-Lignano-Bibione
La stazione di Latisana-Lignano-Bibione è una stazione ferroviaria di superficie, di tipo passante, si trova sulla linea ferroviaria Venezia-Trieste ed è la prima stazione del Friuli-Venezia Giulia provenendo da Venezia, svolge il ruolo di stazione capotronco per i compartimenti RFI di Venezia e Trieste. È tra le principali stazioni della regione per numero di passeggeri. Serve la città di Latisana e le vicine località balneari di Lignano Sabbiadoro e Bibione.

## Storia
In origine denominata "Latisana", La stazione venne aperta all'esercizio il 31 dicembre 1888, quando venne attivato il tratto ferroviario che collegava la stazione di Portogruaro con le stazioni di San Giorgio di Nogaro, Palmanova e Udine, provenendo da Venezia.. Nel 1897 assieme alla stazione di San Giorgio di Nogaro, venne collegata alla stazione di Cervignano-Aquileia-Grado. Assunse la nuova denominazione di "Latisana-Lignano" nel 1939; nel 1961 assunse la denominazione attuale.

## Strutture e impianti
Il piazzale dispone di 6 binari, di cui quattro completi di marciapiede per il servizio viaggiatori e due tronchi per la sosta di treni cantiere. La stazione è dotata di biglietteria a sportello, biglietteria automatica, sala d'aspetto, bar, edicola e un piccolo market.
L'impianto è presenziato da un Dirigente Movimento, che gestisce la circolazione mediante un Apparato Centrale Elettrico a Itinerari.

## Movimento
La stazione è servita da treni regionali e regionali veloci operati da Trenitalia nell'ambito del contratto di servizio stipulato con la Regione Friuli-Venezia Giulia e con la regione Veneto. 
I treni servono le relazioni Trieste Centrale-Venezia Santa Lucia e Portogruaro Caorle-Trieste Centrale. I collegamenti per Trieste e Portogruaro hanno una frequenza di mezz'ora, mentre i treni per Venezia sono a cadenza oraria. Alcuni treni vi fanno capolinea. 
È servita da treni regionali  transfrontalieri con la Slovenia, nelle relazioni Nova Gorica-Gorizia Centrale-Venezia Mestre.
Vi effettuano fermata i treni a lunga percorrenza InterCity, Frecciarossa e Italo per Bologna, Firenze, Roma, Napoli, Milano, Torino.

## Servizi
La stazione, che RFI classifica nella categoria silver, dispone dei seguenti servizi:
- Biglietteria a sportello
- Biglietteria automatica
- Sala d'attesa
- Servizi igienici
- Bar
- Edicola

## Interscambi
L'autostazione adiacente alla stazione ferroviaria è servita da linee urbane ed extraurbane operate da Arriva Udine (trasporto urbano e linee extraurbane per Udine, Lignano, Codroipo, Cervignano, Grado), ATVO (trasporto urbano per San Michele al Tagliamento e linee extraurbane per Portogruaro, San Donà di Piave, Mestre-Venezia e Bibione), ATAP (linee extraurbane per San Vito al Tagliamento e Pordenone) e APT Gorizia (linee extraurbane per Cervignano e Monfalcone cantieri, Lignano-Gorizia e Lignano Trieste).
- Fermata autobus
- Stazione taxi